# Ян Джон Мо
Ян Джон Мо (кор. 양정모?, 梁正模?; род. 28 февраля 1953; Пусан, Республика Корея) — южнокорейский борец вольного стиля, олимпийский чемпион 1976 года, чемпион Азиатских игр, призёр чемпионатов мира. Первый олимпийский чемпион Южной Кореи.

## Биография
Начал заниматься борьбой в средней школе. С 1970 года стал лучшим борцом-полулегковесом в стране.
Дебютировал на чемпионатах мира среди юниоров как по вольной, так и по греко-римской борьбе в 1971 году и занял второе и третье места соответственно. В 1972 году он получил путёвку на Летних Олимпийские игры в Мюнхене, однако национальный спортивный комитет запретил поездку на игры, придерживаясь политики отправки только тех спортсменов, чьи шансы на награды рассматривались как высокие. После этого Джон Мо забросил тренировки и в течение около года не занимался. Тем не менее, тренерский штаб убедил его вернуться.
В 1975 году выступил на чемпионате мира среди взрослых и занял третье место.
На Летних Олимпийских играх 1976 года в Монреале боролся в категории до 62 килограммов (полулёгкий вес). Выбывание из турнира проходило по мере накопления штрафных баллов. За чистую победу или победу с явным преимуществом в 12 баллов и более штрафные баллы не начислялись, за победу за явным преимуществом начислялось 0,5 штрафных балла, за победу по очкам — 1 штрафной балл, за ничью — 2 или 2,5 штрафных балла, за поражение по очкам — 3 штрафных балла, поражение за явным преимуществом — 3,5 штрафных балла, чистое поражение или поражение за явным преимуществом в 12 баллов и более — 4 штрафных балла. Если борец набирал 6 или более штрафных баллов, он выбывал из турнира. Титул оспаривали 17 человек. Корейский борец показательно провёл турнир, и в финальной схватке мог позволить себе проиграть по очкам (не более шести очков), что и произошло. Ян Джон Мо завоевал золотую олимпийскую медаль, первую в истории Кореи.
| Круг  | Соперник        | Страна   | Результат | Основание                  | Время схватки |
| ----- | --------------- | -------- | --------- | -------------------------- | ------------- |
| 1     | Эгон Бейлер     | Канада   | Победа    | 18-7 (0,5 штрафных баллов) |               |
| 2     | Хельмут Штрумпф | ГДР      | Победа    | Туше (0 штрафных баллов)   | 0:33          |
| 3     | Вехби Акдаг     | Турция   | Победа    | 17-6 (0,5 штрафных баллов) |               |
| 4     | Эдуард Гирай    | ФРГ      | Победа    | Туше (0 штрафных баллов)   | 3:21          |
| 5     | -               | -        | -         | -                          |               |
| 6     | Джин Дэвис      | США      | Победа    | Туше (0 штрафных баллов)   | 5:54          |
| Финал | Зэвэгийн Ойдов  | Монголия | Поражение | 8-10                       |               |

В 1978 году завоевал «серебро» на чемпионате мира и победил на Азиатских играх.
Краткая характеристика Ян Джон Мо, подготовленная советским тренерским штабом.

 Он имеет низкий рост, быстрый, физически сильный, выносливый. Стойка левая, фронтальная. В тактико-техническом отношении борьбу строит разнообразно, функционально подготовлен хорошо, имеет высокую проприоцептивную чувствительность. В стойке завязывает руку и ныряет в правую ногу или старается поднырнуть под руку. Часто пользуется захватом сверху за голову и левую руку. В зависимости от ситуации переводит противника рывком под себя вниз и быстро забегает назад или выполняет бросок через спину. В партере хорошо выполняет вправо переворот накатом или переворот ножницами на правую ногу. При захвате ног соперником быстро отбрасывает их назад и заходит ему за спину. Развивает высокий темп борьбы в третьем периоде. Уравновешен, активен, растянут. Встречается со всеми ведущими борцами мира в своей весовой категории. Его стиль борьбы заслуживает самого пристального изучения и внесения корректив в подготовку борцов в этом весе. — 
В 1980 году оставил большой спорт, став преподавателем в Университете Dong-a.